# Geyve
Geyve là một huyện thuộc tỉnh Sakarya, Thổ Nhĩ Kỳ. Huyện có diện tích 727 km² và dân số thời điểm năm 2007 là 45923 người, mật độ 63 người/km².